# 独島級揚陸艦
独島級揚陸艦（トクトきゅうようりくかん、朝: 독도급 강습상륙함、英: Dokdo-class amphibious assault ship）は、韓国海軍の強襲揚陸艦の艦級。計画名はLPX。揚陸艦であると同時に、水陸両用作戦や戦争以外の軍事作戦の指揮艦としての活動も想定されている。
アメリカ海軍協会（USNI）ではヘリコプター揚陸艦（LPH）、ジェーン海軍年鑑ではドック型輸送揚陸艦（LPD）として種別されている。

## 来歴
韓国海軍は、1990年代を通じた兵力整備の結果、創設以来の北朝鮮海軍に対する抑止力を堅持しつつ、外洋作戦能力の基礎を確立した。また韓国の経済成長によって北朝鮮を大きく引き離した結果、核兵器や突発的事案を除けば、「本格的な北の南侵能力は極めて低い」あるいは「これを確実に阻止しうる」との戦略的見積もりがなされるに至った。
1995年4月1日、安炳泰大将が第24代海軍参謀総長に就任するにあたり、「外洋海軍建設準備」を要望事項とした。外洋海軍として活動するためには、機動部隊の指揮・統制や3次元的な水陸両用作戦、海上航空作戦の支援能力を備えた艦船が必要と考えられた。
海軍は、「大型輸送艦」（대형수송함, LPX）をこの任に充てることとして、1996年には合同参謀会議で建造計画が承認された。1997年には作戦要求性能（ROC）が確定し、1999年より韓進重工業で基本設計が行われ、2002年より建造が開始された。
ネームシップの艦名は、日本海に位置する日本の島竹島の韓国側の名称に由来している。

## 設計

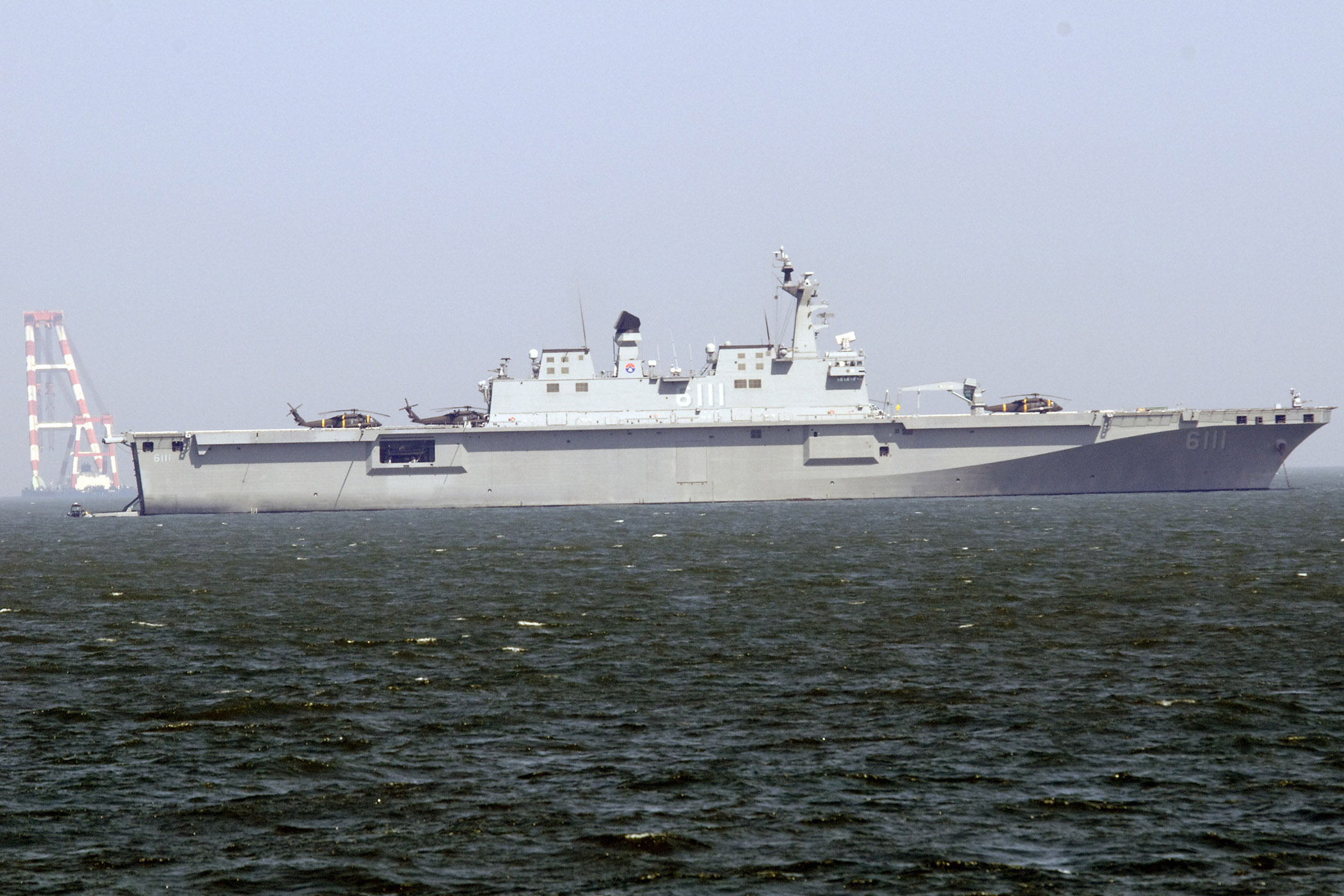
停泊する「独島」。ヘリ甲板上に並べられた機とアイランド後部のゴールキーパーが見える。

設計にあたっては、インヴィンシブル級航空母艦を手掛けたBAeSEMA社の協力を受けており、国内で初めてシミュレーションベースの設計技術を適用した。これは、コンピュータ・シミュレーションによって実際の建造前に問題点を分析・改善する科学的な方法であり、乗組員・上陸部隊の移動経路や各区画の配置、施設運用などのシミュレーションを適用して、最適の設計を導出した。
本級は上甲板（第1甲板）を全通させた、いわゆる全通甲板型の艦型を採用している。船体は3層の甲板から構成されており、第2甲板はギャラリデッキとして、おおむね司令部区画と居住区画で占められている。その下は第3・4甲板と甲板2層分の高さを確保し、前部から艦尾まで全通した車両甲板兼格納庫とされている。またその最後部は、さらに1甲板低いレベルのウェルドックとされている。
主機関としては、SEMT ピルスティク製の16PC2.5STC中速ディーゼルエンジン（斗山重工業によるライセンス生産機）4基を2基ずつ2軸に配したCODAD方式が採用されている。機械室は前後2区画にシフト配置とされていると考えられている。また揚陸艦としては珍しくフィンスタビライザーを装備して、航行しながらの機動揚陸戦に対応している。
電源としては、主発電機4基を搭載している。2013年9月10日には、発電機室の火災により主発電機1基が故障、その消火用水をかぶったため残る1基も故障し、航行不能になるという事故が発生した。また後の調査で、本来4基あった主発電機のうち2基が4月の浸水事故で故障して陸揚げされており、残った2基のみで運用が継続されてきたことが判明した。
2015年、光復70周年の航海行事に向けて島根県竹島（朝鮮名：独島）周辺海上に派遣される予定であったが、プロペラ（スクリュー）故障が発生し修理を施すことになったため、この派遣が中止されていたことがわかった。韓国国会国防常任委員会委員の金寛鎮議員が同年9月20日に明らかにした。同議員は「艦艇管理が不十分だったために独島艦の投入が取り消しになったのは呆れることだ」と述べている。

## 能力

### 航空運用機能
上甲板（第1甲板）は全通飛行甲板とされており、CH-53級の大型ヘリコプターでも発着可能な強度が確保されている。甲板上には5つの発着スポットが設けられている。
なお、甲板には垂直/短距離離着陸機の運用に必要な耐熱対策が施されていることから、将来的にはその運用が想定されているとの説もあり、可搬式のスキージャンプを設置すればF-35B戦闘機の運用にも対応可能とも称されるが、艦型が小さいために滑走距離を取りにくく、またスキージャンプを設置するとヘリコプターの運用能力が低下することもあって、その有効性には疑問が呈されており、実際的な検討には至っていない。
エレベーターは前後に2基が設けられている。いずれもインボード式で、上甲板（第1甲板）と第3甲板を連絡しており、前部エレベータ（力量19トン）は格納庫内に、後部エレベータはウェルドック内に降りる。格納庫としては、第3甲板前方に汎用ヘリコプター（CH-60やリンクスなど）2, 3機分のスペースが確保されている。またその後方の車両甲板を格納庫に転用した場合、合計で約10機を搭載できる。
搭載機としては海軍のUH-60P輸送ヘリコプターとUH-1H汎用ヘリコプターが用いられてきたが、後に海兵隊に国産のMUH-1が配備されると、こちらも搭載されるようになった。これは陸軍などに配備されてきたKUH-1 スリオンの海兵隊向け派生型で、MARINEON（마린온、マリンオンもしくはマリノン）とも通称されており、2018年1月10日に1・2号機の引き渡し式典が行われた。海兵隊はMUH-1を2023年までに28機導入する予定である。ただし海軍・海兵隊は大型ヘリコプターや攻撃ヘリコプターを保有していないため、これらを運用する必要が生じた場合は、陸軍のCH-47DないしMH-47E、AH-1F/JないしAH-64Eなどの派遣を受けて搭載することになる。

### 輸送揚陸機能

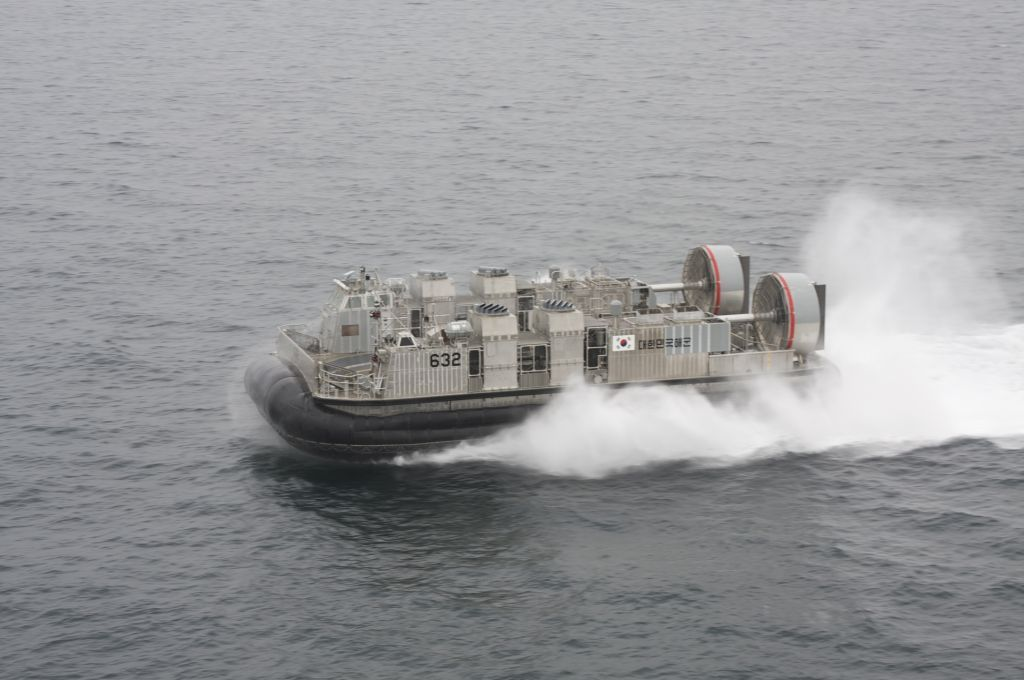
LSF-II型エア・クッション型揚陸艇 (LSF-632)

水陸両用作戦の指揮・統制を担うため、機動部隊指揮所（Task Force Operation Center, TFOC）などの設備が設置されており、海上・上陸機動部隊の旗艦・指揮艦の役割を果たすことができる。
上陸部隊としては兵員700名を乗艦させることができる。その装備としては、トラック10両、主力戦車6両、KAAV7水陸両用装甲兵員車6輌、および野戦砲兵の砲班3個を収容できる。また手術室やX線撮影室、臨床検査室など充実した医療設備も備えている。
車両甲板兼格納庫の後方には、1甲板下がってウェルドックがあり、LCACなどの上陸用舟艇を収容できる。ドックの門扉は上下の分割式である。ここに収容する揚陸艇としてソルゲ-631級エアクッション揚陸艇2隻が配備されているが、これはアメリカ海軍のLCAC-1級エア・クッション型揚陸艇とほぼ同様の設計である。

### 個艦防御機能
個艦装備については、1番艦と2番艦の間では大きな差異が生じている。例えばレーダーについては、1番艦では、長距離捜索用にSMART-L、低空警戒・対水上捜索用にMW-08が搭載されていたが、2番艦では、それぞれイスラエル製のEL/M-2248 MF-STARと国産のSPS-550Kに変更された。なお1番艦のレーダーについては、就役当初、レーダー波が甲板に反射して生じた虚偽標的（ゴースト）を捉えてしまうという問題が指摘されていた。
また兵装についても、1番艦ではRAM近接防空ミサイルの21連装発射機を1基とゴールキーパー 30mmCIWSを2基備えていたのに対し、2番艦ではCIWSはファランクスに変更され、近接防空ミサイルも国産化された。なお1番艦でのCIWSの配置については、後部の砲が飛行甲板上の機体を射界に入れてしまうという問題が指摘されていた。

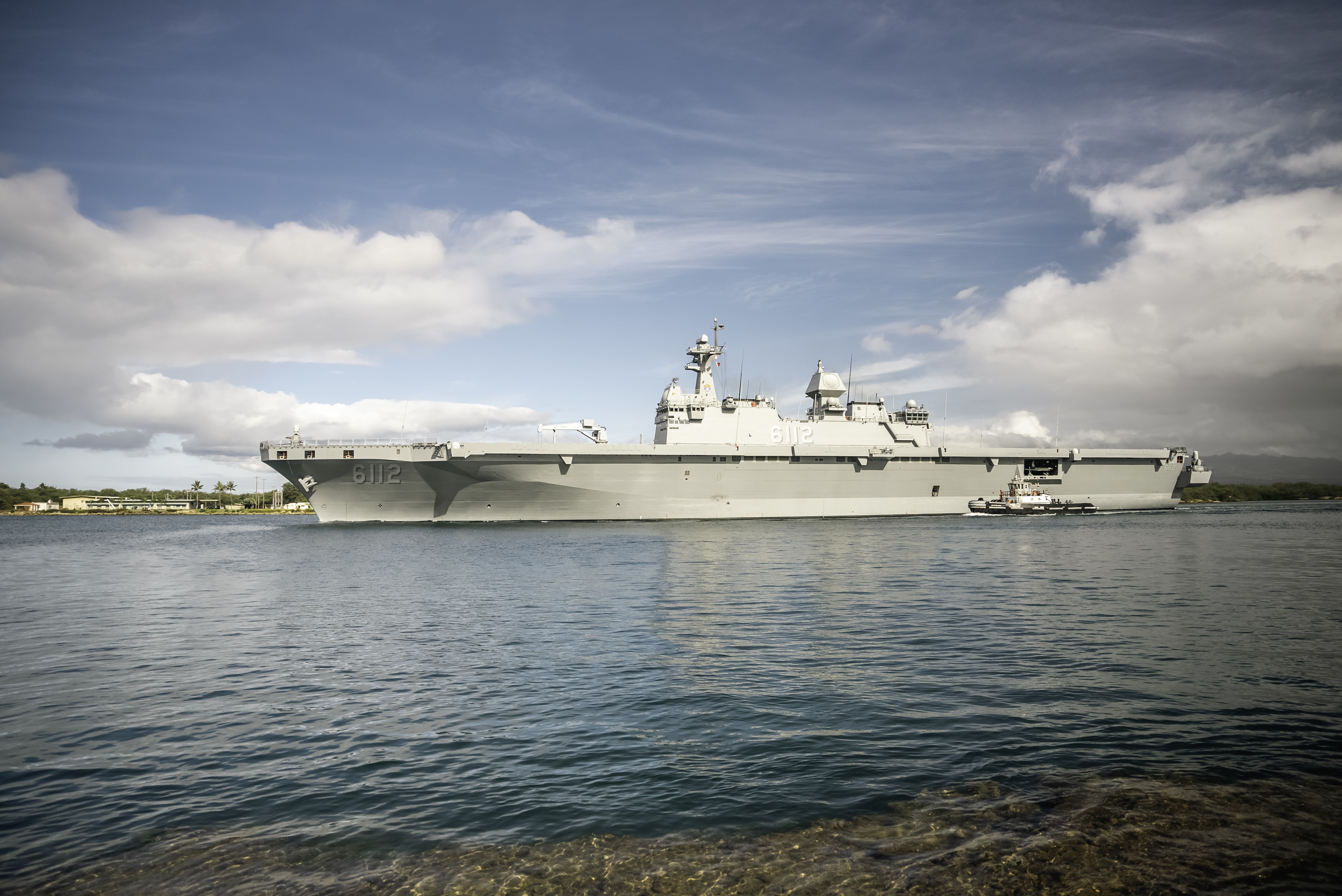
2022年環太平洋合同演習中の「馬羅島」

|          |                   | 独島 독도          | 馬羅島 마라도         |
| -------- | ----------------- | ------------------ | --------------------- |
| 兵装     | CIWS              | ゴールキーパー×2基 | ファランクス×2基      |
| 兵装     | ミサイル          | RIM-116 RAM×1基    | K-VLS内部に国産を搭載 |
| レーダー | 長距離捜索用      | SMART-L×1基        | EL/M-2248 MF-STAR×1基 |
| レーダー | 低空警戒/対水上用 | MW-08×1基          | SPS-550K×1基          |
| IRST     | IRST              | Vampir             | SAQ-640K              |

## 同型艦

### 一覧表
| 艦番号   | 艦名                      | 建造                  | 起工           | 進水           | 就役           | 母港 |
| -------- | ------------------------- | --------------------- | -------------- | -------------- | -------------- | ---- |
| LPH-6111 | 独島 독도 ROKS Dokdo      | 韓進重工業 影島造船所 | 2002年 10月    | 2005年 7月12日 | 2007年 7月3日  |      |
| LPH-6112 | 馬羅島 마라도 ROKS Marado | 韓進重工業 影島造船所 | 2017年 4月28日 | 2018年 5月14日 | 2021年 6月28日 |      |

### 輸出
ロシア海軍がミストラル級強襲揚陸艦の購入・建造を決めた際、ロシア総合造船会社は造船設備の新造が必要なために、ミストラル級ではなく独島級の購入を主張してセルジュコフ国防大臣と対立した。同社極東部センター部長は、ミストラル級を運用・整備する設備や護衛部隊が太平洋艦隊には整っていないと述べ、仮に独島級揚陸艦を購入した際、整備修繕も韓国に外注することを暗に示唆している。ロシアはそのままミストラル級を選択し、フランスよりブロック工法等の造船技術の移転を受けており、独島級の輸出には至らなかった。

### 発展型
本型2番艦の建造と並行して更なる発展型の建造が模索され、2019年8月14日に発表された「2020-2024年国防中期計画」において、新規事業として「大型輸送艦-II」（LPX-II）が盛り込まれた。これは本級の1.5倍の大きさとなり、揚陸艦としての機能に加え、F-35Bの搭載・運用にも対応して、軽空母としての行動も可能なように計画されていた。
韓国国防部は、2026年以降の戦力導入計画として2019年7月に発表した「長期戦力所要」に軽空母建造事業を盛り込んでいたが、事業着手は2020年へと大幅に前倒しされることとなった。同年10月16日には、現代重工業（HHI）が韓国海軍から「STOVL（短距離離陸・垂直着陸）タイプの戦闘機を運用可能な大型輸送艦の実現に向けた概念設計技術の研究事業」を受注したことを発表した。納期は2020年後半であり、同社は「今月中にも概念設計に着手する」としている。
その後、2021年2月には、正式に計画名がCVX（CV eXperimental）に変更された。同年6月に釜山広域市で開催された国際海洋防衛産業展（MADEX）では、海軍当局のほか、HHIと大宇造船海洋（DSME）もそれぞれの案による模型を展示した。